# Casanova del Castell (Castellcir)
La Casanova del Castell és una masia del terme municipal de Castellcir, a la comarca catalana del Moianès. És al centre del terme, al nord-est del Castell de Castellcir, entre el torrent de la Casanova i el de la Sauva Negra, a l'altura de la Font de la Tuna, del qual torrent es troba una mica més allunyada. També està situada a llevant de l'extrem meridional de la urbanització de la Penyora. També es troba a migdia de l'extrem occidental de la Sauva Negra. Deu el seu nom a la proximitat del Castell de Castellcir, del qual es troba a uns 725 metres al nord-nord-oest. Té al nord-est els Camps de la Casa Nova i a llevant el Pla de Bruga.
Aquesta masia, documentada des del 1666, havia estat utilitzada com a casa de colònies de la parròquia de Sant Esteve de Castellar del Vallès, però la manca d'aigua feu que es deixés d'utilitzar. Actualment (2011) roman abandonada.
Hi mena un camí que des de Ca l'Antoja remunta aigües amunt la riera de Castellcir pel marge dret d'aquesta riera. És, en els seus inicis, el mateix camí que va al Castell de Castellcir. Quan el camí del castell se'n separa, cap al nord-est, prop de la Torrassa dels Moros i dels Camps de la Torrassa, el que mena a la Casanova del Castell continua cap al nord sense separar-se de la riera, fins que, al capdamunt dels Camps de la Torrassa, la travessa i s'adreça primer cap al sud-est fins al Pla Fesoler, on gira cap al nord-est. Travessa els Camps de la Poua i emprèn la direcció nord-est pel vessant oriental del Serrat del Colom. S'apropa molt al torrent de la Casanova, fins que arriba a la Casanova del Castell. El camí antic, en part perdut, pujava des de la Tuna, pujava torrent de Sauva Negra amunt, el travessava pel Pas de la Casanova i s'enfilava fent ziga-zagues cap a llevant cap a la Casanova del Castell.